# Războiul din Yemen
Războiul din Yemen sau Insurgența șiiților houthi  este un război civil care a început în Yemenul de Nord. A fost declanșat în iunie 2004, în momentul în care clericul disident Hussein Badreddin al-Houthi, conducătorul sectei șiite Zaidi, a lansat o revoltă împotriva guvernului yemenit. Majoritatea luptelor au avut loc în Guvernoratul Sa'dah în nord-vestul Yemenului deși o parte din lupte au avut loc și în guvernoratele învecinate: Hajjah, 'Amran, al-Jawf dar și în guvernoratul saudit Jizan. 
Guvernul yemenit a acuzat Iranul de conducerea și finanțarea insurgenței.
La 20 ianuarie 2015, rebelii au atacat reședința președintelui Abd Rabbuh Mansur Hadi și au ocupat palatul prezidențial. Președintele a fost în interiorul reședinței dar a fost scos nevătămat și protejat de către polițiști.
La 26 martie 2015, pe fondul avansării spre sud a insurgenților șiiți, Arabia Saudită a declanșat Operațiunea „Furtuna Determinării“  (arabă: عملية عاصفة الحزم) în scopul „apărării administrației legitime“ a președintelui Abd Rabbuh Mansour Hadi. La această coaliție participă zece țări:  petromonarhiile din Golf, Iordania, Egipt, Maroc, Sudan și Pakistan - majoritar sunite.
Președintele rus Vladimir Putin și cel iranian Hassan Rohani au cerut încetarea imediată a ostilităților în Yemen.